# Apple TV+
Apple TV+ è un servizio operante la distribuzione via Internet di film, serie televisive e altri contenuti d'intrattenimento a pagamento di Apple.
È una delle più importanti società di streaming di film e serie TV insieme a Netflix, Prime Video, Disney+, Max, Hulu, Paramount+ e Peacock TV.

## Storia
Presentato il 25 marzo 2019 durante l'Apple Special Event tenutosi allo Steve Jobs Theater insieme a Oprah Winfrey, Steven Spielberg, Jason Momoa e Jennifer Aniston, il servizio è operativo dal 1º novembre 2019.
I contenuti di Apple TV+ sono visibili attraverso l'app Apple TV, accessibile attraverso sia dai dispositivi Apple sia da altri dispositivi. Il servizio è fruibile attraverso abbonamento mensile o annuale. Insieme ad Apple TV+, la Apple ha annunciato contemporaneamente Apple TV Channels, un servizio ad abbonamento video, che fa parte di un nuovo ramo della società di Cupertino, ovvero la fruizione di contenuti video in streaming.

## Espansione territoriale
Il servizio è disponibile dal 1º novembre 2019 in oltre 190 paesi tra cui l'Italia.